# Nieuwerkerke (Schouwen-Duiveland)

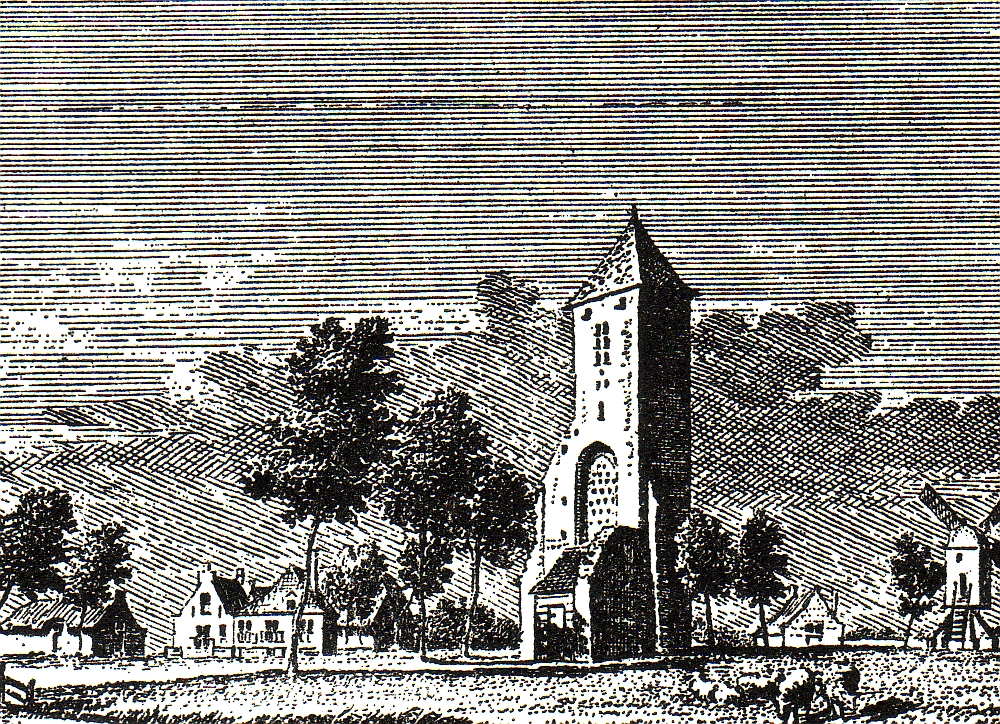
Die Ruine des Kirchturms von Nieuwerkerke 1745

Nieuwerkerke (auch ’t Schutje genannt) ist ein Dorf, das heute zur Gemeinde Schouwen-Duiveland auf der gleichnamigen Insel in der niederländischen Provinz Zeeland gehört. Es befindet sich zwischen Brouwershaven und Kerkwerve.
Das Dorf wurde erstmals 1298 erwähnt. Die gotische Kirche von Nieuwerkerke war eine Tochtergründung von Kerkwerve. Bis 1813 war Nieuwerkerke eine selbstständige Gemeinde, danach wurde diese mit Kerkwerve zusammengelegt. Die Kirche wurde im 18. Jahrhundert niedergelegt. Der zunächst als Ruine erhaltene Turm wurde 1820 abgerissen.
Nieuwerkerke sollte nicht mit Nieuwerkerk, einem größeren Dorf auf der Insel Schouwen-Duiveland, verwechselt werden.